# Asprosaurus bibongriensis
L'asprosauro (Asprosaurus bibongriensis) è un rettile estinto, appartenente agli squamati. Visse nel Cretaceo superiore (Campaniano, circa 75 milioni di anni fa) e i suoi resti fossili sono stati ritrovati in Corea del Sud.

## Descrizione
Questo animale è noto solo per alcuni frammenti del cranio e non è quindi possibile ricostruirne in dettaglio l'aspetto. Dal raffronto con animali simili e più noti, tuttavia, si può ipotizzare che Asprosaurus fosse un animale vagamente simile a un varano di Komodo odierno, al quale doveva assomigliare anche per le dimensioni: si suppone che potesse raggiungere i 3-4 metri di lunghezza. È probabile che Asprosaurus fosse dotato di un morso velenoso, come altri animali simili (ad es. Estesia).

## Classificazione
Asprosaurus bibongriensis venne descritto per la prima volta nel 2015, sulla base di frammenti fossili ritrovati in Sud Corea, nel sito di Boseong Bibong-ri, famoso per le sue uova di dinosauri. Caratteristiche della mandibola di Asprosaurus indicano che questo animale doveva essere con tutta probabilità un membro degli Anguimorpha e probabilmente apparteneva al clade Monstersauria, attualmente rappresentato dagli elodermi nordamericani. Nel Cretaceo superiore dell'Asia orientale questo gruppo era ben rappresentato, e Asprosaurus aggiunge un altro tassello paleogeografico alla conoscenza di questo clade.

## Paleoecologia
I numerosi monstersauri del Cretaceo superiore asiatico sono stati spesso rinvenuti all'interno di siti di cova di dinosauri, e ciò indica che queste lucertole dovevano essere solite predare le uova dei dinosauri. Non doveva far eccezione Asprosaurus, i cui resti sono stati rinvenuti nel sito Boseong Bibong-ri, noto per le uova fossili.